# Claude Pouillet
Claude Pouillet (Cusance, 16. veljače 1790. – Pariz, 13. lipnja 1868.), francuski fizičar. Isprva bio učitelj fizike djeci kralja Luja XIX. (1827.), zatim podravnatelj (1829.) i ravnatelj (1832.) Konzervatorija umjetnosti i vještina. Predavao fiziku na Politehničkoj školi u Parizu (od 1831.) i bio profesor na Sorbonnei u Parizu (od 1838.). Akademik od 1837. i iste godine zastupnik Jure. Konstruirao pirheliometar, termoelektrični pirometar, tangentni kompas i druge mjerne instrumente. Istraživao je stlačivost plinova i svojstva električne struje. Glavno djelo: Opći pojmovi fizike i meteorologije (fr. Notions générales de physique et de météorologie, 1850). 1838. Claude Pouillet je prvi procijenio Sunčevu konstantu, koristeći vrlo jednostavan pirheliometar, te je dobio vrijednost od 1,228 kW/m2, dosta blisko današnjim vrijednostima. Točnija mjerenja je izvršio Charles Greeley Abbot, između 1902. i 1957., te je dobio vrijednost između 1,322 i 1,465 kW/m2.

## Doprinosi

### Sunčeva konstanta
Sunčeva konstanta ili solarna konstanta je količina energije dozračene od Sunca na gornjoj granici Zemljine atmosfere u jedinici vremena okomito na jediničnu površinu, pri srednjoj udaljenosti Zemlje od Sunca (AJ). Iznosi 1367,7 W/m² ± 6 W/m². Od početka pouzdanih mjerenja Sunčeve konstante umjetnim satelitima 1978. utvrđeno je da se njezina vrijednost mijenja nekoliko desetinki postotka, obično ovisno o prolazu Sunčevih pjega preko Sunčeva diska.
Sunčeva konstanta je mjera dakle gustoće svjetlosnog toka, dolazećeg Sunčevog elektromagnetskog zračenja, po jedinici površine, okomito na ulazne zrake, na udaljenosti od Sunca do Zemlje (1 astronomska jedinica). Sunčeva konstanta uključuje sve vrste elektromagnetskog zračenja, ne samo vidljivu svjetlost. Prosječna vrijednost je 1,368 kW/m2 (mjereno sa satelita), i neznatno se mijenja sa Sunčevim ciklusima.

### Pirheliometar
Pirheliometar služi za mjerenje samo izravnog Sunčevog zračenja, za razliku od piranometra, koji mjeri ukupno Sunčevo zračenje, raspršeno i izravno ozračenje na vodoravnu plohu. Mjerenje izravnog (direktnog) Sunčevog zračenje je svakako jedno od najsloženijih mjerenja u određivanju potencijala energije Sunca. On se sastoji od termočlanaka na dnu uskog cilindra, tako je vidni kut instrumenta samo oko 5°, odnosno 0,005 steradijana. Takvom geometrijom se omogućava registracija samo zračenja koje dolazi iz uskog pojasa oko Sunčevog diska. Prijemna površina instrumenta u svakom trenutku mora biti okomita na Sunčeve zrake tako da pirheliometri moraju pratiti Sunce po nebu uz kutnu grešku manju od 0,75° (proizvodač Kipp & Zonnen) ili 1,5° (proizvodač Epply), što zahtijeva složen i precizan mehanički sustav za praćenje kretanja Sunca. Takvi sustavi za dvoosno praćenje Sunca su za red veličine skuplji od samog mjernog instrumenta. Izmjerene podatke je potrebno normalizirati na srednju udaljenost Zemlje od Sunca, a instrument kalibrirati prema instrumentu više klase, prema standardu ISO 9060:1990 E.